# Уильям де ла Поль (судья)
Уильям де ла Поль (англ. William de la Pole; умер 21 июня 1366) — английский финансист, купец, и королевский ростовщик, второй судья суда казначейства в 1339—1340 годах, рыцарь-баннерет с 1339 года. Богатый торговец шерстью, Уильям стал королевским ростовщиком и основал род де ла Полей, который благодаря своему мастерству финансиста за одно поколение поднял свою семью из относительной безвестности до одного из важнейших родов королевства.
Вместе со старшим братом Ричардом Уильям занимался торговлей гасконским вином, а позже стал одним из помощников дворецкого королевского двора. Позже братья разделили активы, после чего Уильям сосредоточился на торговле шерстью, а также давал крупные ссуды королю Эдуарду III, которому требовались деньги для ведения войн с Шотландией и Францией.
Уильям занимался финансированием Столетней войны за счёт доходов от торговли шерстью, но основанная им шерстяная компания прогорела из-за злоупотреблений её сотрудников, а сам он оказался под судом из-за обвинения в контрабанде шерсти. Позже был выпущен и основал новую, более успешную компанию, но позже отошёл от её управления. После того как король Эдуард III перестал нуждаться в финансировании своих военных походов, он в 1350-е годы вновь пытался судить Уильяма за прошлые прегрешения, что стоило тому части состояния. В итоге ему всё же удалось сохранить значительное состояние, а в январе 1366 года, на 5 месяцев до его смерти, Майкл, наследник Уильяма, который был рыцарем принца Уэльского Эдуарда, был вызван в английский парламент как барон де ла Поль. Позже Майкл получил титул графа Саффолка, а его потомки — титулы герцога Саффолка и графа Линкольна.

## Происхождение
Обычно считается, что Уильям был средним из трёх братьев: у него был старший брат по имени Ричард (умер в 1345) и младший Джон. При этом о его происхождении существует несколько версий. В ряде источников упоминается, что отца братьев де ла Поль звали Уильям и он происходил или из Равенсера, или из Халла. Это имя указывают как ряд источников Викторианской эпохи, так и историки XVII века — Уильям Дагдейл и Уильям Кемден. Один из исследователей, Чарльз Фрост, отмечает, что описание статуса отца Уильяма достаточно противоречиво: в одних источниках он назван купцом, в других — рыцарем. Также высказывалось предположение, что братья де ла Поль могли быть родственниками Уильяма де ла Поля, торговца из Тотнеса, однако документальных доказательств этого не существует.
В первой половине XIV века в Халле упоминается несколько людей по имени Уильям де ла Поль. При этому исследователь А. Харви не обнаружил никаких документальных свидетельств существования в Халле или Равенсере отца Уильяма; второй упоминаемый Уильямь де ла Поль был сыном Ричарда де ла Поля, брата Уильяма Старшего, указав, что братья не раскрывали происхождения и места рождения отца, поэтому «эта тайна остаётся неразгаданной».
В некоторых источниках указывается, что мать братьев де ла Поль звали Елена. Также указывалось, что она после смерти мужа вышла замуж за Джона Ротенхеринга, купца из Халла. По мнению А. Харви идентификация Елены как матери Уильяма де ла Поля ошибочна и основана на неверной интерпретации завещания Джона Ротенхеринга. Исследователь считает, что братья де ла Поль были сиротами из важной семьи, а Джон Ротенхеринг из Халла и Роберт Ротенхеринг из Равенсера, оба крупные торговцы, выступали в качестве их опекунов. Большая часть собственности Джона Ротенхеринга, единственная дочь которого умерла в 1340 году без наследников, после его смерти перешла к братьям Уильяму и Джону де ла Полю.
Чарльз Фрост высказывал предположение, что отцом Уильяма де ла Поля мог быть сэр Уильям де ла Поль из Поуисленда, четвёртый сын валлийского князя Грифида ап Гвенвинвина, но эту гипотезу А. Харви подверг сомнению, поскольку данное утверждение противоречит тому, что тот же Фрост называет мать Уильяма Еленой, в то время как вдовой Уильяма де ла Поля из Поуисленда была Глэдис (умерла в 1344), которая замуж больше не выходила. Сам Харви предположил, что Уильям мог быть сыном сэра Льюиса (Лливелина) де ла Поля (умер в 1294) и его жены Сибиллы, внуком сэра Гриффина де ла Поля из Лондона. По его мнению, косвенным доказательством рыцарского происхождения Уильяма является его опека крупными торговцами, а также последующая быстрая карьера, которая включала в себя тесные связи с королевским двором.

## Ранняя биография
Уильям, вероятно, родился между 1290 и 1295 годами. В начале своей карьеры он был тесно связан со старшим братом Ричардом. Изначально они были купцами в Равенсере, но в 1310-е годы перебрались в Кингстон-апон-Халл. Первоначально они занимались импортом гасконского вина, а к 1317 году стали помощниками главного королевского дворецкого, занимаясь закупкой вин для короля. Между 1321 и 1327 годами Ричард также собирал там королевские пошлины, а в 1321—1324 братья были камергерами Кингстон-апон-Халла, финансируя строительство городских стен для защиты от набегов шотландцев, потратив на это 306 фунтов. В 1320-е годы Уильям начал всё больше экспортировать шерсти из Халла. В этот же период он начал финансировать короля Эдуарда II, который конфликтовал с королём Франции из-за Аквитании.
После того как королём Англии в феврале 1327 года стал Эдуард III, возобновилась война с Шотландией. С этого момента Ричард и Уильям де ла Поли, которые были ведущими купцами Халла, навсегда стали ассоциироваться с центральным правительством. Роджер Мортимер, 1-й граф Марч, регент королевства, назначил Ричарда де ла Поля главным королевским дворецким, занимая её до 1331 года, а 22 мая 1329 года он вместе с Уильямом получил должность дегустатора вин, причём Уильям снабжал брата деньгами для королевской службы. Поскольку в это время флорентийские банкиры испытывали временные трудности, то в июле 1327 года братья впервые в карьере стали крупными кредиторами английской короны. Так когда 29 августа Барди не смогли расплатиться с иностранными наёмниками, Уильям предоставил короне ссуду в 2001 фунт. Всего с июля 1327 по февраль 1329 года братья ссудили 13 482 фунта, что было ненамного меньше, чем короне предоставили Барди, авансировавших в 1327/1328 году 15 470 фунтов. Этот первый опыт кредитования с большими суммами принёс братьям де ла Поль выгоду в 22 %. При этом их способность конкурировать с крупнейшим флорентийским банком была основана на способности брать кредиты у других английских купцов, которые не хотели давать ссуду напрямую короне, но доверяли де ла Полям. В 1345 году Уильям признался в казначействе, что его ссуды короне финансировались за счёт займов у других купцов.
Когда в октябре 1330 года регент Мортимер был свергнут, это не привело к отставке братьев де ла Поль. Хотя они и лишились должности дегустатора вин, но Ричард сохранил должность дворецкого и появляется на рождество 1330 года среди оруженосцев королевской семьи. Но с 12 июля 1331 года Уильям и Ричард прекратили сотрудничество, а их карьеры разошлись. В заключённом ими соглашении о разделе активов упоминается состояние более 11 200 фунтов, что эквивалентно почти трети королевского прямого налога, который в 1332 году был наложен на мирян.

## Ростовщик и торговец шерстью
На основании соглашения, заключённого в июле 1331 года, исследователи делают вывод, что Уильям контролировал бо́льшую часть капитала торговой компании, при этом в основном его бизнес заключался в ссудах магнатам и прелатам. Главной торговой базой де ла Поля оставался Кингстон-апон-Халл. В мае 1331 года Эдуард III превратил поселение в автономный город, первым его мэром стал Уильям, пробывший на этой должности до 1335 года. А после того, как в марте 1333 года умер последний королевский смотритель Халла, королевскую недвижимость в городе унаследовали именно братья де ла Поль. В 1388 году Майкл, наследник Уильяма, получил от неё доход в 450 фунтов.
В 1333—1337 годах Уильям внёс важный вклад в войну с Шотландией, предоставив ссуды, а также поставив армии оружие и другие предметы снаряжения. В это же время он приобрёл немало собственности в других местах Йоркшира и палатината Дарем. В Северном райдинге Йоркшира некоторые новые поместья Уильяма располагались в областях, где производилась лучшая шерсть, в первую очередь, в Суолдейле. При этом его поместья в Западном и Северном райдингах, а также в Дареме, располагались на большой северной дороге, которая проходила через Йоркшир по направлению к шотландской границе, либо недалеко от неё. В результате их удачного расположения служащие Уильяма во время путешествия из Южного Йоркшира в Дарем могли в каждую ночь останавливаться в них и хранить товары во владениях де ла Поля.
По частично сохранившимся деловым отчётам Уильяма можно сделать вывод о причинах его коммерческих успехов. Он выплачивал комиссионные своим служащим, покупающим шерсть, в 2 раза больше, чем другие ведущие торговцы. В 1339/1340 году в Брюгге он снял 8 складов для хранения шерсти, заплатив за аренду 100 фунтов, что с точки зрения ставки за 1 мешок оказалось даже выгоднее, чем за товары в Кингстон-апон-Халле. Счета Уильяма были организованы достаточно эффективно, все расходы регистрировались на единицу товара, в результате чего на каждом этапе коммерческой операции можно было легко проанализировать затраты.

## Шерстяная компания и финансированиеСтолетней войны
В 1336 году в Англии начали подготовку к войне с Францией, которая началось в мае 1337 году и позже получила название Столетней. Этот конфликт открыл для Уильяма огромные возможности. Судя по всему, он разработал схему финансирования войны, связанную с шерстью, для управления которой он создал шерстяную компанию, которую и возглавил вместе с лондонцем Реджинальдом Кондуитом. Она была вполне работоспособна, если бы всё шло по разработанному де ла Полем плану, но этого в итоге не произошло. Основной причиной стали злоупотребления сотрудников Уильяма и нетерпение королевских послов в Брабанте, которым требовались деньги для оплаты армий континентальных союзников Эдуарда III. Торговая компания получила монополию на экспорт шерсти, право закупки её в кредит, а также контроль над доходами от таможни. Ожидалось, что в Дордрехт в Брабанте будет отправлено 30 тысяч мешков шерсти (средний годовой экспорт), за что получит аванс в 200 тысяч фунтов. Однако сотрудники компании злоупотребили своими полномочиями по принудительному выкупу, что помешало собрать полную сумму; при этом не менее 4400 мешков были ввезены контрабандно. В декабре 1337 года компания предложила заплатить королевским посланникам треть обещанной суммы, хотя если бы не контрабанда, они бы могли получить половину. В результате королевские посланники конфисковали всю партию, что ускорило крах схемы. К февралю 1338 года Эдуард III убедился в том, что ответственность за случившееся несёт де ла Поль. Провал схемы нарушил график финансирования двух военных кампаний английского короля в Нидерландах в июле 1338 — феврале 1400 года, а также обрёк его на месяцы нищеты во время первого пребывания там. Английские же союзники, лишившиеся большей части обещанных денег, отложили вторжение во Францию, в результате чего стало слишком поздно чего-то добиваться там.
Крах шерстяной компании дорого обошёлся многим соратникам Уильяма, но сам он пострадал не очень сильно. В итоге он стал выдавать огромные ссуды в одиночку. С июня 1338 по октябрь 1339 года король задолжал де ла Полю 111 156 фунтов, из которых 100 700 были выплачены за границей. В итоге Уильям получил бывший особняк Барди на Ломбард-стрит, а также сделал безрассудную покупку за 22 650 фунтов поместья Бёрствик, включавшее в себя большую часть земель родного для него Холдернесса. Это было очень ценное королевское поместье, приносившее доход около тысячи фунтов в год. Эдуард III, который согласился на его продажу только потому, что крайне нуждался в деньгах, так и не простил де ла Полю, что тот заставил его так поступить. Кроме того, Уильям получил звание рыцаря-банyерета и в сентябре 1339 года в этом качестве был вызван в английский парламент. Кроме того, с ноября 1339 по июнь 1340 года он был вторым судьёй суда казначейства.

## Испытания и невзгоды
Вторая экспедиция Эдуарда III в Нидерланды (июнь — ноябрь 1340 года) с финансовой точки зрения была ещё более катастрофичной, чем первая. Ссуды, который выдавал де ла Поль, были скромными, хотя к ноябрю 1340 года ему были возвращены 80 % долга. Оба этих факта окончательно погубили де ла Поля в глазах короля. После возвращения в Англию Эдуарда III 30 ноября все финансисты (в том числе и де ла Поль), признанные виновными в его несчастьях, были арестованы. Король конфисковал Бёрствик, который Уильяму так и не был возвращён. С апреля по июль 1341 года проходил суд над де ла Полем и Кондуитом, главами Шерстяной компании. Истинным обвинением было фактическое нарушение контракта, но контрабанда шерсти превратила его в уголовное. По итогам суда было объявлено о конфискации всего имущества, а Уильям просидел в заключении дольше других финансистов. Но в мае 1342 года его финансовая помощь вновь понадобилась, в итоге де ла Поль получил свободу.
Оказавшийся при делах Уильям вновь продемонстрировал умение заручиться поддержкой местных и германских купцов. В 1343 году, оставаясь в тени, он смог организовать новую английскую компанию, которой успешно руководил до 1345 года. Она вновь взимала королевские таможенные пошлины, в результате можно было безопасно занимать огромные суммы, необходимые королю. Уильям, судя по всему, изобрёл схему, позволяющую его компании скупать старые королевские долги с огромными скидками, недобросовестно воспользовавшись частичным банкротством короля. В итоге де ла Поль тайно смог вернуть оставшиеся ему долги, судя по всему, на менее невыгодных условиях. В итоге в 1343—1345 году королевские долги ему на сумму не менее 84 тысяч фунтов были «уничтожены». Кроме того, в компании были довольно широко распространены и злоупотребления, в том числе и подделка королевских обязательств.
В 1345 году, опасаясь, что огромные финансы, идущие на финансирование военных кампаний Эдуарда III, могут его потопить, Уильям отказался от участия в созданной им компании. Его преемники смогли достаточно эффективно финансировать поход, закончившийся разгромом французов в битве при Креси, а также длительную, но успешную осаду Кале. Их разорила эпидемия чумы 1348—1349 годов, но Уильяму в ноябре 1353 года удалось избежать ответственности по долгам компании. Эта попытка вовлечь де ла Поля в банкротство его бывших коллег была частью новой королевской атаки на него. Эдуард III теперь мог себе позволить быть независимым от финансистов, поскольку в 1350—1354 годах война немного утихла. В итоге король мог напрямую взимать таможенные сборы, а не отдавать их заранее в залог банкирам. Против Уильяма был возобновлён процесс 1341 года по обвинению в контрабанде шерстью в 1337 году, что грозило ему полным разорением. Но де ла Поль смог заключить с королём сделку, по которой он вернул Эдуарду II все непогашенные королевские долговые обязательства и отказался от претензий на Бёрствик. В итоге ему всё же удалось сохранить значительное состояние, а в январе 1366 года, на 5 месяцев до его смерти, Майкл, наследник Уильяма, который был рыцарем принца Уэльского Эдуарда, был вызван в английский парламент как барон де ла Поль.

## Смерть и наследство
Уильям умер 21 июня 1366 года и был похоронен в основанной им картезианской церкви Святого Михаила в Кингстон-апон-Халле. Его вдова надолго пережила мужа; имея ежегодный доход около 200 фунтов, она умерла в 1382 году. Из сыновей Уильяма второй, Эдмунд (умер в 1419), основал рыцарскую семью. Но наибольшего успеха добилось потомство его старшего сына, Майкла де ла Поля. Он удачно женился на Кэтрин Уингфилд, благодаря чему унаследовал ценные поместья в Восточной Англии, а в 1385 году получил титул графа Саффолка. Его потомки играли заметную роль в истории Англии, а в 1484 году Джон де ла Поль, граф Линкольн, был признан королём Ричардом III наследником короны, и при ином исходе битв при Босуорте (1485 год) и Стоук-Филде (1487 год) мог бы стать королём Англии.
Деятельность Уильяма де ла Поля в качестве организатора английских торговых компаний оставила неизгладимый след в английской торговле шерстью и её королевском налогообложении. Переход от свободной торговли к монополии торговых компаний и большого королевского налога на экспортируемую шерсть, ставшие следствием предприятий Уильяма, привели к сокращению экспорта. Вместо этого начала расширяться английская суконная промышленность, а производители английских шерстяных тканей смогли проникнуть на зарубежные рынки в Германии, Нидерландах и Средиземнорье.

## Брак и дети
Жена: Кэтрин Уингфилд (де Норвич) (умерла 28 января 1382), дочь Уолтера де Норвича. Дети:
- Майкл де ла Поль (около 1330 — 6 августа 1389), 1-й барон де ла Поль с 1366 года, 1-й граф Саффолк с 1385 года[14][15].
- Эдмунд де ла Поль (умер в 1419)[14][10].
- Уолтер де ла Поль[14].
- Томас де ла Поль[14].
- Бланка де ла Поль (умерла после 1378); муж: не позднее 21 февраля 1352 Ричард Скруп (1326/1327 — 30 мая 1403), 1-й барон Скруп из Болтона с 1371[14].
- Маргарет де ла Поль; муж: с 1344 Роберт Невилл из Хорнби (умер в 1413)